# باشگاه فوتبال پتروتیلا
باشگاه فوتبال پتروتیلا یک باشگاه فوتبال هندوراسی از تیلا، استان آتلانتیدا بود.

## دستاوردها
- لیگ برتر: ۱ نایب قهرمانی
- لیگ دسته دوم: ۲ قهرمانی، ۱ نایب قهرمانی